# 赵席聘
赵席聘（1878年—1957年）字国珍，直隷省保定府清苑县（今河北省保定市区赵庄村）人，中華民国军事将领。馮玉祥手下的「十三太保」之一。

## 生平
赵席聘是馮玉祥手下的劉郁芬的姑表兄。幼年赵席聘在本村上小学。清朝光绪二十四年（1898年），入袁世凯的武卫右军，不久升哨官。光绪二十八年五月（1902年），入保定北洋陆军行营将弁学堂，光绪二十九年（1903）春毕业后，回武卫右军任副队官（冯玉祥任队官）。宣统二年（1910年），任陆军第二十镇第四十协第八十标连长。
中华民国成立之后，赵席聘任第十六混成旅营长。1918年起，历任团长、西北军骑兵第八旅少将旅长。
1925年12月16日，赵席聘接替王学伊出任甘肃省警务处处长兼甘肃省会警察厅厅長，后来被丁振中接替。
1926年6月中下旬，丁振国、吉鸿昌部先后到达兰州，刘郁芬命令全线反击，命宁夏马鸿宾、马鸿逵部南下固原，袭击张兆钾的侧后方，威胁平凉；同时解除了皖系吴桐仁的肃州镇守使职务，调河州镇守使裴建准接任；任命甘肃省警务处处长赵席聘为河州镇守使，以防备甘边宁海镇守使马麒和凉州镇守使馬廷勷攻击国民军的侧后方。
1927年，赵席聘任国民革命軍第二集团軍第17師師長。1928年（民国17年）10月，任甘肃省政府委員。他还曾代理甘肃省主席。1929年，随着裁军，赵席聘改任国民革命軍第二集团軍暫編騎兵第8旅旅長。1930年5月，任冯玉祥部第十八路军中将总指挥，后来出任第十三军中将军长、西安城防司令，参加中原大战。中原大战后，冯玉祥下野，赵席聘也离职闲居。1931年（民国20年）8月去职。
赵席聘作为军人十分勇猛，但政治能力不高。在担任河州鎮守使期間，对当地回族的統治较为严酷。他还对回族将领馬仲英的父亲处刑，导致馬仲英发动第四次河湟事变。
1957年，赵席聘在北京病逝。